# Frédéric-Ferdinand d'Anhalt-Köthen
Frédéric-Ferdinand (25 juin 1769, Pless – 23 août 1830, Köthen) est prince d'Anhalt-Köthen-Pless de 1797 à 1818, puis duc d'Anhalt-Köthen jusqu'à sa mort.

## Biographie
Frédéric-Ferdinand est le deuxième fils du prince Frédéric-Erdmann d'Anhalt-Pless et de son épouse Louise-Ferdinande de Stolberg-Wernigerode. À la mort de son père, en 1797, il devient prince d'Anhalt-Pless. Il combat dans l'armée prussienne durant les guerres révolutionnaires et napoléoniennes.
En 1818, son cousin Louis-Auguste d'Anhalt-Köthen meurt à seize ans sans héritier direct. Son parent mâle le plus proche est Frédéric-Ferdinand, qui hérite alors du duché d'Anhalt-Köthen. Il cède alors la principauté d'Anhalt-Pless à son frère cadet Henri.
Le duc Frédéric-Ferdinand et son épouse la duchesse Julie se convertissent au catholicisme en 1825. Il appelle dans son duché le jésuite Pierre-Jean Beckx (1795-1887), fait construire à Cöthen l'hôpital des barnabites et l'église catholique Notre-Dame-de-l'Assomption. Le vicariat apostolique d'Anhalt est érigé par le Saint-Siège.
Lorsque Frédéric-Ferdinand meurt sans laisser d'enfant en 1830, son frère cadet Henri lui succède comme duc d'Anhalt-Köthen.
Sous son règne est fondée en actuelle Ukraine la colonie allemande d'Ascania-Nova, aujourd'hui réserve naturelle.

## Mariages

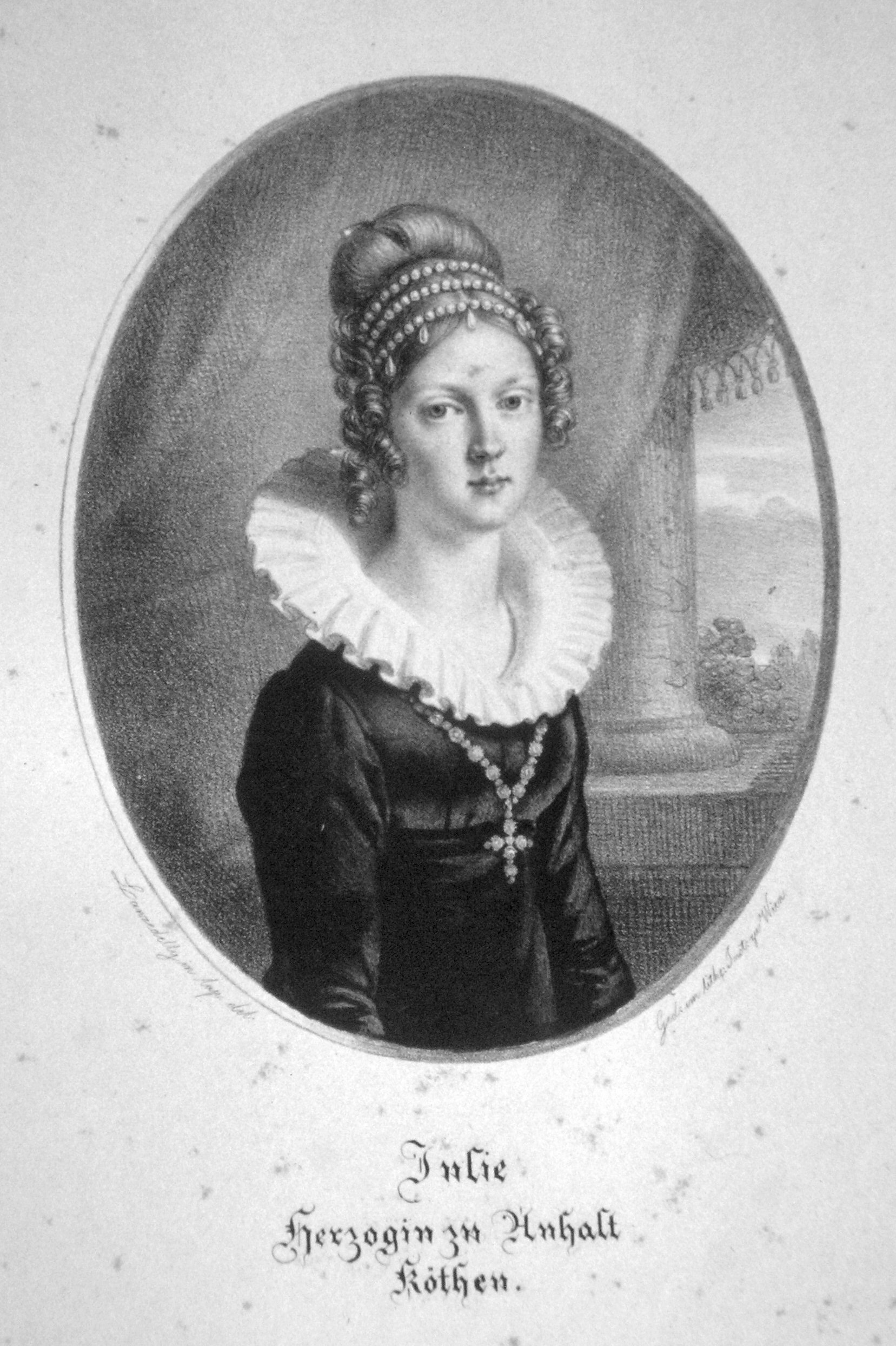
Julie de Brandebourg, la deuxième femme de Frédéric-Ferdinand.

Le 20 août 1803, Frédéric-Ferdinand épouse Louise de Schleswig-Holstein-Sonderbourg-Beck (en) (28 août 1783 – 24 novembre 1803), fille du duc Frédéric-Charles-Louis de Schleswig-Holstein-Sonderbourg-Beck, mais elle meurt quelques mois plus tard.
Frédéric-Ferdinand se remarie le 20 mai 1816 avec la comtesse Julie de Brandebourg (4 janvier 1793 – 29 janvier 1848), fille naturelle du roi Frédéric-Guillaume II de Prusse.